# Messzerepülő
A Messzerepülő a Ghymes együttes tizenkettedik nagylemeze, amely az EMI Music Hungary kiadásában jelent meg Magyarországon 2006-ban.

## Dalok
1. Regölés (Szarka Tamás) – 5:34
2. Életvíz (Szarka Tamás) – 6:20
3. Hú hú (Szarka Tamás) – 3:56
4. Holnapután (Szarka Gyula - Szarka Tamás) – 4:24
5. Csengőcsángó (Szarka Tamás) – 4:55
6. Szép jel (Szarka Gyula - Szarka Tamás) – 4:43
7. Szinkópé (Szarka Tamás) – 3:48
8. Kördal (Szarka Gyula - Petőfi Sándor) – 4:36
9. Álom elé (Szarka Tamás) – 5:09
10. Teremlakó (Szarka Gyula - Szarka Tamás) – 4:34
11. Nyugtató (Szarka Tamás) – 3:38
12. Csillagreggae (Szarka Tamás) – 4:13
13. Messzerepülő (Szarka Tamás) – 5:51

## Az együttes tagjai
- Szarka Tamás – ének, hegedű, gitár, koboz, szintetizátor, vokál, perkák
- Szarka Gyula – ének, vokál, akusztikus gitár, tökcitera, nagybőgő

Közreműködött:
- Varga Bori – szoprán- altszaxofon, fagott, furulya, ének
- Jelsity Péter – szoprán-, altszaxofon
- Farnbauer Péter – szintetizátor, gitárok
- Neumann Balázs – szintetizátor
- Széll Tamás – dobok, darbuka
- Kórus: Holocsy Katalin, Szvrcsek Anita, Nagy László, Tóth Tibor

Hangmérnök:
- Farnbauer Péter

Hangszerelés:
- Szarka Tamás
- Szarka Gyula
- Farnbauer Péter

Digitális utómunka:
- Farnbauer Péter

Zenei rendező:
- Ghymes